# イスマエル・ラグナ
イスマエル・ラグナ（Ismael Laguna、1943年6月28日 - ）は、パナマの元プロボクサー。コロン県コロン出身。身長175cm。元WBA・WBC世界ライト級統一王者。パナマ・アル・ブラウン以来史上2人目のパナマ人の世界王者。

## 来歴
コロン生まれ。1961年デビュー。デビューから27連勝を飾る。1965年4月10日、史上屈指の王者カルロス・オルチスの持つWBA・WBC世界ライト級タイトルに挑戦、長身とスピードを武器にオルチスをアウトボックスし、判定で王座を奪取した。しかし、同年11月13日の再戦で奪い返され、1967年8月16日、再びオルチスに挑むが、再び判定負けを喫し、王座奪還はならなかった。
しかし、その後も連戦連勝を続け、1970年3月3日、早熟の天才マンド・ラモスから9回KO勝ちで王座返り咲きを果たす。同年6月7日の初防衛戦では鈴木石松を退けた。
同年9月15日にWBC王座を剥奪された後、同月26日の2度目の防衛戦で英国のフットワーカー、ケン・ブキャナンに敗れてWBA王座からも陥落。翌年のブキャナンへの挑戦も実らず、引退した。

## 獲得タイトル
世界ボクシング協会 (WBA)と世界ボクシング評議会 (WBC)のライト級世界王座を合計4回獲得している。3度目のWBAライト級世界王座での1度の防衛を除き、ほか3回は全て防衛0回。
- WBA世界王座（防衛0度）
- WBC世界王座（防衛0度）
- WBA世界王座（防衛1度）
- WBC世界王座（防衛0度）